# Zygmunt Michelis

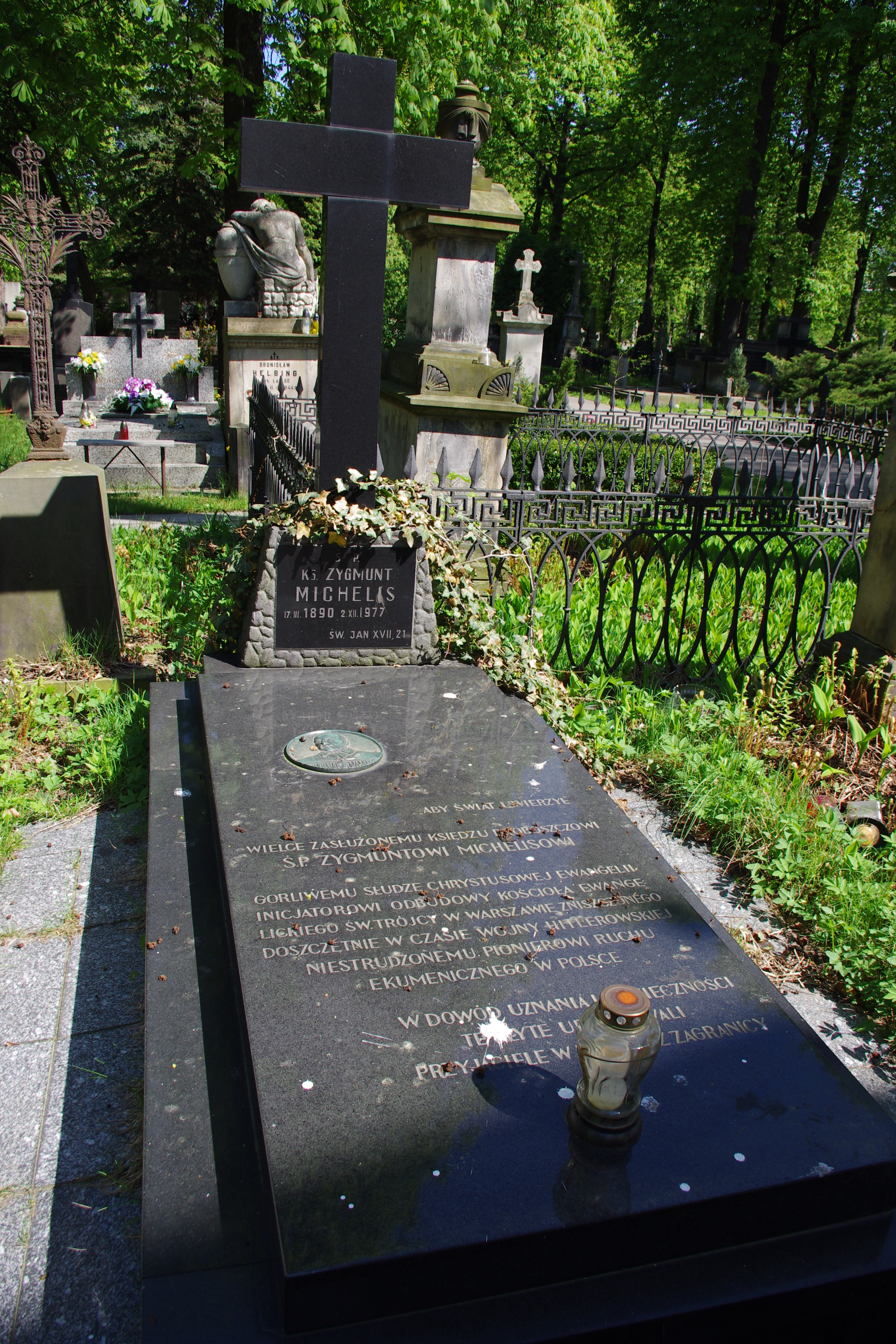
Grób ks. Zygmunta Michelisa na cmentarzu ewangelicko-augsburskim w Warszawie

Zygmunt Michelis (ur. 17 marca 1890 w Byczu, zm. 2 grudnia 1977 w Warszawie) – polski duchowny ewangelicki, biskup-adiunkt Kościoła Ewangelicko-Augsburskiego w Polsce, prekursor ekumenicznej współpracy z Kościołem rzymskokatolickim.

## Życiorys
Urodził się w rodzinie nauczycielskiej. Ukończył studia na Wydziale Teologii Ewangelickiej Uniwersytetu w Dorpacie w Estonii, gdzie był członkiem Konwentu Polonia.
Jego praca dyplomowa (licząca ponad 100 stron) traktowała o stosunku chrześcijaństwa do idei ewolucji, co na początku XX wieku było bardzo aktualną kwestią.
Ordynowany przez ks. superintendenta Juliusza Burschego 8 grudnia 1912. Jako wikariusz pracował w parafii Św. Trójcy w Warszawie, a od 1913 był administratorem parafii w Mławie i Przasnyszu, rok później objął urząd proboszcza parafii w Lipnie. W 1921 został II proboszczem w Warszawie. Pełnił funkcję zastępcy dyrektora Diakonatu Warszawskiego. Założył Spółdzielczy Bank Ewangelicki i był jego dyrektorem, ponadto redaktorem i wydawcą Zwiastuna Ewangelicznego. W 1924 r. przejął duchowe kierownictwo warszawskiego diakonatu Tabita. W 1928 wybudował dla nich dom macierzysty w Skolimowie pod Warszawą.
W okresie sporów o kształt nowej ustawy o stosunku Państwa Polskiego do Kościoła Ewangelicko-Augsburskiego w RP pomiędzy pastorami i wiernymi narodowości niemieckiej, a Konsystorzem, wraz z m.in. prezesem kolegium kościelnego zboru warszawskiego, senatorem Ludwikiem Evertem i seniorem wojskowym Feliksem Gloehem zajmował stanowisko opozycyjne wobec superintendenta generalnego Juliusza Burschego, uznając działania Burschego za godzące w integralność Kościoła. Tym samym zyskał sympatię niemieckiej części Kościoła.
Po wybuchu II wojny światowej został aresztowany w 1939, więziony w Pawiaku, w Sachsenhausen i Oranienburgu. Wypuszczony po roku, w konspiracji założył Narodową Radę Ewangelicką.
Po wojnie został proboszczem kościoła Świętej Trójcy, który odbudował. W 1952 został mianowany, prawdopodobnie na wniosek Urzędu do Spraw Wyznań, na specjalnie dla niego utworzone stanowisko „biskupa-adiunkta”, które nie miało odzwierciedlenia w przepisach prawnych Kościoła Ewangelicko-Augsburskiego w PRL. Był założycielem i pierwszym prezesem (do 1960) Polskiej Rady Ekumenicznej. Zaangażowany w ruch ekumeniczny, współpracował z Tygodnikiem Powszechnym, Znakiem i Więzią. 
W 1950 lub 1951 roku miał być niejawnie konsekrowany przez mariawickiego biskupa Wacława Marię Bartłomieja Przysieckiego i biskupów starokatolickich z Utrechtu na tzw. „biskupa ekumenicznego”. Świadkami konsekracji mieli być ks. Władysław Paschalis z Kościoła Ewangelicko-Reformowanego (który potajemnie był też mariawickim zakonnikiem), siostra diakonisa Ewelina Krygiel z Kościoła Ewangelicko-Augsburskiego i ks. Bernard Kukla, mariawicki proboszcz. Wydarzenia tego nie potwierdzają dowody pisemne .
W roku 1951 objął funkcję prezesa Synodu, co oznaczało podporządkowanie Kościoła władzom. W roku 1952 z polecenia UdSW nadzorował „akcję mazurską” mającą na celu usunięcie metodystów z regionu. W 1980 roku Departament IV MSW ocenił, że Michelis w latach 1945-1963 zajmował stanowisko nieprzychylne wobec władz PRL. 
Uczestnik pierwszych nabożeństw ekumenicznych w kościele św. Marcina. W dniu 1 stycznia 1963 przeszedł w stan spoczynku, będąc jeszcze czynnym w ruchu ekumenicznym. Kard. Stefan Wyszyński zezwolił mu w tym samym, 1963 roku, na odprawianie luterańskich nabożeństw w kościele sióstr sakramentek w Warszawie. Swoje ostatnie kazanie wygłosił w kościele św. Marcina, sióstr Franciszkanek Służebnic Krzyża, w Warszawie, 9 października 1977. Pochowany na cmentarzu ewangelicko-augsburskim przy ulicy Młynarskiej (aleja 5, grób 4).